# Rhododon ciliatus
Rhododon es un género monotípico de plantas con flores perteneciente a la familia  Lamiaceae. su única especie: Rhododon ciliatus (Benth.) Epling, es originaria de Texas en los Estados Unidos.

## Taxonomía
Rhododon ciliatus fue descrita por (Benth.) Epling y publicado en Repertorium Specierum Novarum Regni Vegetabilis, Beihefte 115: 14. 1939.
Sinonimia
- Keithia ciliata Benth., Labiat. Gen. Spec.: 732 (1835).
- Hedeoma ciliata (Benth.) Benth. in A.P.de Candolle, Prodr. 12: 245 (1848), nom. illeg.
- Stachydeoma ciliata (Benth.) Small, Fl. S.E. U.S.: 1040 (1903).
- Hedeoma texanum Cory, Rhodora 38: 405 (1936).
- Stachydeoma angulata Tharp, Brittonia 5: 304 (1945).
- Stachydeoma duvalii Tharp, Brittonia 5: 306 (1945).
- Rhododon angulatus (Tharp) B.L.Turner, Phytologia 78: 449 (1995).[2]